# Jussari
Jussari este un oraș în statul Bahia (BA) din Brazilia.